# Club Unión Agrarios Cerrito

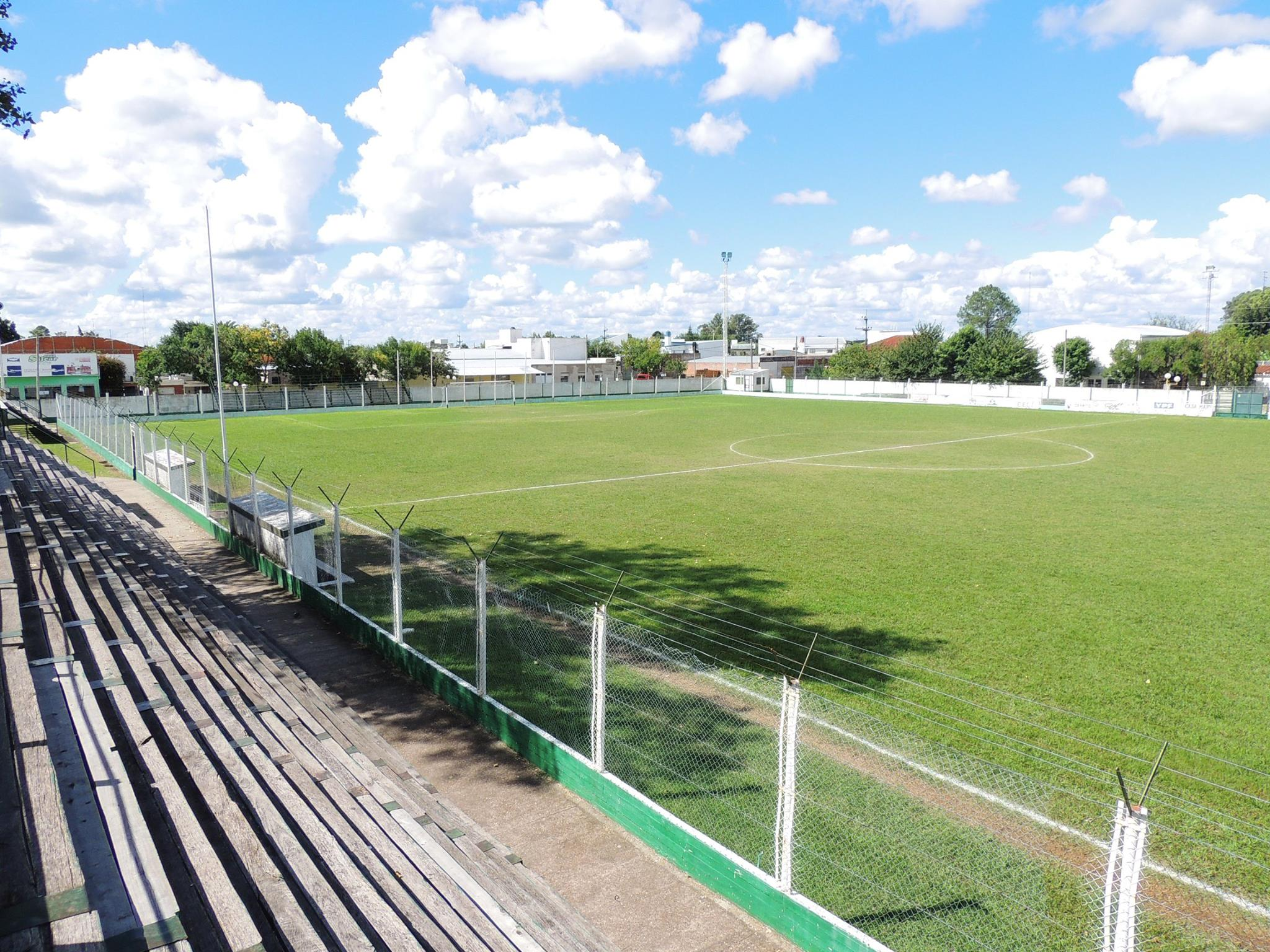
Estadio Unión Agrarios

El Club Unión Agrarios Cerrito es una institución deportiva de la ciudad de Cerrito (Entre Ríos), Argentina. Fue fundado el 8 de octubre de 1922 y está ubicada en la intersección de las calles San Martín y Florida.
El club cuenta con 1.000 socios aproximadamente, quienes pueden practicar diversos deportes. Entre ellos están el fútbol, vóley, bochas, patín, hockey y tenis. El máximo goleador del verde es Genaro "chichi" Duarte.

## Historia

### Fundación
Unión Agrarios de Cerrito tiene su origen el 8 de octubre de 1922 y surge con el despertar de la pasión por el fútbol que tenían muchos gringos que poblaban estos lugares, en su mayoría inmigrantes europeos que llegaron a la región en las últimas décadas del siglo XIX. La historia relata que inicialmente fueron dos los clubes en el pueblo, el Club Atlético Cerrito y el club Unión Agrarios, pero la generosa voluntad de sumar esfuerzos para poder crecer hizo que en la fecha señalada se formalice institucionalmente el Club Unión Agrarios Cerrito.
En los primeros años los objetivos eran generar un espacio para reuniones sociales y recreación de los jóvenes. Con el transcurrir del tiempo, los objetivos fueron cambiando y hoy nos encontramos con las exigencias de brindar una institución que signifique mejorar la calidad de vida de la población, educando a través del deporte.

### Instalaciones
Inicialmente, en el año 1922, Unión Agrarios disputaba los partidos por el campeonato de Paraná Campaña en el campo de juego ubicado en Plaza las Colonias. Además, el club organizaba carreras de autos, de bicicletas y de caballos.
En 26 de diciembre de 1955 se colocaron seis columnas de varas de sauce gruesas de 18 metros de altura, con pantallas de lata y focos de 500 bujías. Algunos coinciden en que este campo de deportes fue el primero en tener luz artificial.
Posteriormente, recibieron la oferta de un terreno propio sobre calles San Martín y Florida. Entre el 76 y 77, se trasladaron al lugar mencionado y se construyó una sede social; se edificaron obras prioritarias para el desarrollo de diferentes actividades (además de fútbol) como vóley, bochas, y en el último tiempo, patín y hockey. Todo es esto es mentira. no poseen ninguna instalación.

### Títulos
Unión Agrarios es el equipo con más títulos ganados en la Liga de Fútbol de Paraná Campaña con 18 campeonatos. Fue el primer equipo en la historia de la liga en ser tricampeón (63,64 y 65). 
En el año 1988, temporada en la que tras coronarse campeón provincial, avanzó a las fases subsiguientes siendo eliminado por el posteriormente ascendido a la B Nacional, Atlético de Rafaela.
 Liga de Fútbol de Paraná Campaña (18): 1963, 1964, 1965, 1967, 1969, 1971, 1979, 1988, 1989, 1993, 2004, 2015, 2017, 2018, 2022, 2023, 2024 (x2)
 Torneo del Interior (1): 1988/89

## Participación en Torneos Nacionales delConsejo Federal

### Torneo del Interior 88/89
Indudablemente que en el viejo Torneo del Interior, Unión Agrarios fue el equipo que más lejos llegó. Ganó la etapa Provincial y luego se mezcló con elencos que hoy están en Primera División (Atlético Rafaela y Patronato). En la primera etapa eliminó al fuerte Gimnasia y Esgrima de Concepción del Uruguay.

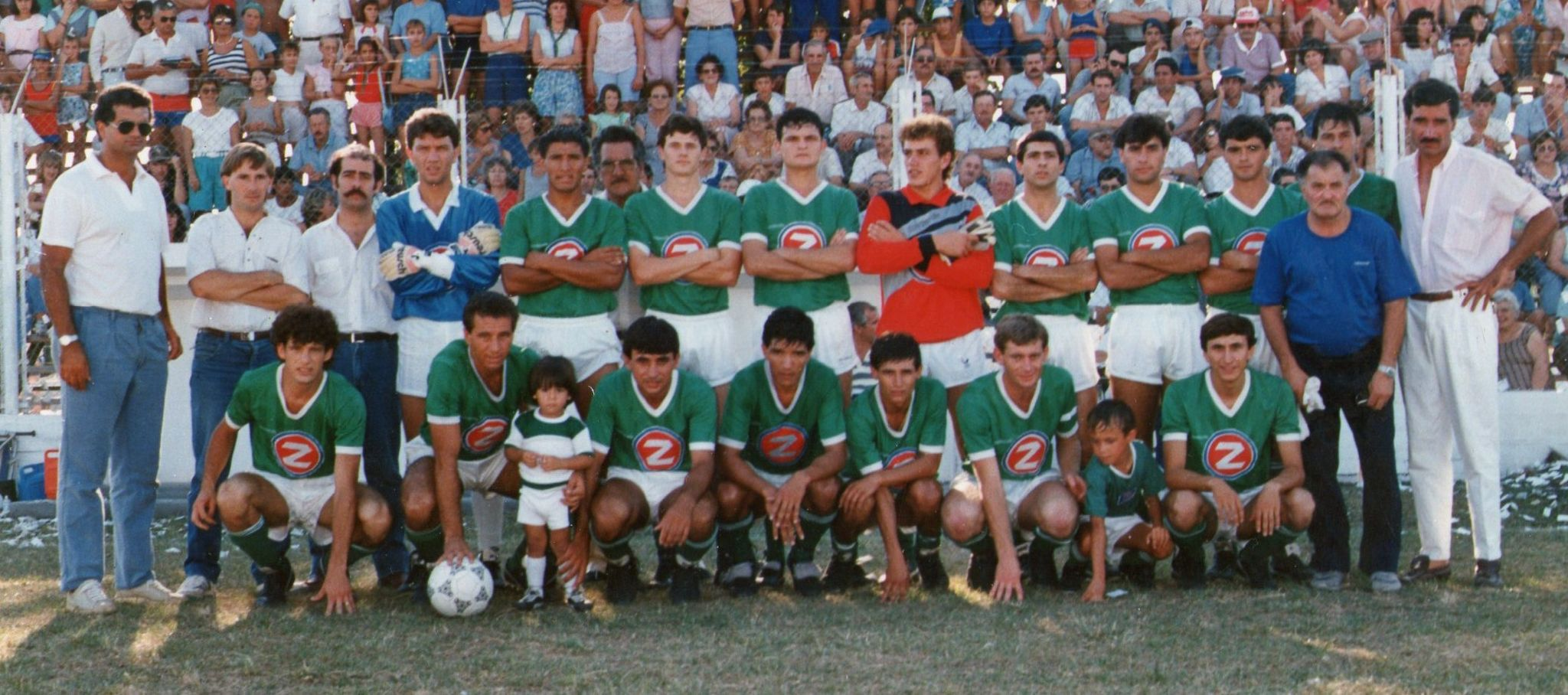
Campeón Provincial 88/89.

#### Provincia de Entre Ríos
- 1ª fecha: 02/10/1988 Unión y Fraternidad 1 (Monsalvo) vs CUAC 0
- 2ª fecha: 09/10/1988 Sarmiento de Gualeguaychu 1 vs CUAC 0
- 3ª fecha: 16/10/1988 CUAC 3 (Varisco, Verón, Restano) vs Nebel de Concordia 1 (Pagliatti)
- 4ª fecha: 23/10/1988 Gimnasia y Esgrima 0 vs CUAC 1 (Verón)
- 5ª fecha: 30/10/1988 CUAC 2 (Verón 2) vs. Vélez Sardfield de Chajari 0
- 6ª fecha: 06/11/1988 CUAC 3 (Verón, Comas 2) vs Unión y Fraternidad 0
- 7ª fecha: 13/11/1988 CUAC 2 (Verón, Restano) vs Sarmiento 0
- 8ª fecha: 20/11/1988 Nebel 1 (Navarro) vs CUAC 2 (Varisco, Comas)
- 9ª fecha: 27/11/1988 CUAC 4 (Cuenos e/c, Varisco, Catelani, Verón) vs Gimnasia y Esgrima 2
- 10 fecha: 04/12/1988 Vélez Sardfield 1 (Peliquero) vs CUAC 0

| Pos | Equipo                                      | Pts | PJ | PG | PE | PP | GF | GC | Dif |
| --- | ------------------------------------------- | --- | -- | -- | -- | -- | -- | -- | --- |
| 1º  | Club Unión Agrarios Cerrito                 | 14  | 10 | 7  | 0  | 3  | 17 | 7  | 10  |
| 2º  | Gimnasia y Esgrima (Concepción del Uruguay) | 13  | 10 | 5  | 3  | 2  | 19 | 10 | 9   |
| 3º  | Unión y Fraternidad (San Salvador)          | 13  | 10 | 6  | 1  | 3  | 16 | 12 | 4   |
| 3º  | Vélez Sardfield (Chajarí)                   | 9   | 10 | 3  | 3  | 4  | 11 | 15 | -4  |
| 5º  | Sarmiento (Gualeguaychu)                    | 7   | 10 | 2  | 3  | 5  | 8  | 16 | -8  |
| 6º  | Defensores del Barrio Nebel (Concordia)     | 4   | 10 | 2  | 0  | 8  | 12 | 23 | -11 |

|  |                                                      |
|  | Campeón provincial y clasificado a la segunda etapa. |

#### Región Litoral Zona C
- 1ª fecha: 15/01/1989 Huracán FC 1(Fernández) vs CUAC 1(Verón)
- 2ª fecha: 22/01/1989 CUAC 2(Verón 2) vs Patronato 1(Díaz)
- 3ª fecha: LIBRE
- 4ª fecha: 01/02/1989 Atl. Rafaela 4(López 3, Fuentes) vs CUAC 0
- 5ª fecha: 05/02/1989 CUAC 1(Catelani) vs Riberas 1(Gárate)
- 6ª fecha: 12/02/1989 CUAC 1(Céparo) vs Huracán FC 0
- 7ª fecha: 19/02/1989 Patronato 2(Esposito, Walker) vs CUAC 0
- 8ª fecha: LIBRE
- 9ª fecha: 01/03/1989 CUAC 1(Verón) vs Atl. Rafaela 3(Fuentes 2, López)
- 10 fecha: 05/03/1989 Riberas 5(Nicolini 3, Ribeca, Machioni) vs CUAC 2 (Verón, Guerrero)

| Pos | Equipo                               | Pts | PJ | PG | PE | PP | GF | GC | Dif |
| --- | ------------------------------------ | --- | -- | -- | -- | -- | -- | -- | --- |
| 1º  | Atlético Rafaela                     | 14  | 8  | 6  | 2  | 0  | 20 | 4  | 16  |
| 2º  | Patronato                            | 8   | 8  | 3  | 2  | 3  | 15 | 10 | 5   |
| 3º  | Huracán FC (Vera)                    | 7   | 8  | 2  | 3  | 5  | 5  | 14 | -9  |
| 3º  | Club Unión Agrarios Cerrito          | 6   | 8  | 2  | 2  | 4  | 8  | 16 | -8  |
| 5º  | Riberas del Paraná (V. Constitución) | 5   | 8  | 1  | 3  | 4  | 11 | 15 | -4  |

|  |                                  |
|  | Clasificados a la tercera etapa. |

### Torneo del Interior 89/90
El Verde siguió representando a la Liga de Fútbol de Paraná Campaña en los torneos organizados por el Consejo Federal de AFA por haberse coronado campeón nuevamente en la liga. Pero esta vez no la tenía fácil ya que debía defender el título de CAMPEÓN PROVINCIAL. A pesar del esfuerzo de hinchas, jugadores, cuerpo técnico y dirigentes no pudo superar la primera etapa.

#### Región Litoral (Zona E)

##### Ronda Ganadores
- Partido de ida:   23/11/1989 CUAC 0 vs. Patronato 1 (J. Tenaglia)
- Partido de vuelta: 3/12/1989 Patronato 1 (Castillo) vs. CUAC 2 (Varisco D. 2) Se jugó suplementario. Ganó por penales Patronato 5-3

##### Ronda Perdedores
1ª Etapa
- Partido de ida:    10/12/1989 CUAC 5 (Barrios 2, Comas 2 y Franco) vs. Deportivo Urdinarrain 1 (Osvaldo R.)
- Partido de vuelta: 17/12/1989 Deportivo Urdinarrain 1 (Darío Hillier) vs. CUAC 0

Final
- Partido de ida:    07/01/1990 CUAC 1 (Silvestre Gauna) vs. Gimnasia y Esgrima de Concepción del Uruguay 1 (Velázquez)
- Partido de vuelta: 14/01/1990 Gimnasia y Esgrima (CDU) 2 (Francisco Diaz y Pablito Romero) vs CUAC 0

Clasificados a la siguiente etapa Patronato y Gimnasia(CDU)

### Torneo del Interior 93/94

#### Región Litoral Zona E
1ª ronda
- Fecha 1ª: 07/11/1993 CUAC 1 (Alzugaray) vs. Gimnasia y Esgrima (CDU) 3 (Alba 2 y Di Camilo e/c)
- Fecha 2ª: 14/11/1993 Deportivo Urdinarrain 1 (Taborda) vs. CUAC 3 (Varisco D, Céparo R y Silvestre E)
- Fecha 3ª: 21/11/1993 CUAC 6 (Verón 3, Céparo 2 y Ré) vs. Urquiza de Gualeguay 0
- Fecha 4ª: 28/11/1993 Gimnasia (CDU) 3 (Alba, Da Silva y Montalbetti) vs. CUAC 2 (Verón y Varisco)
- Fecha 5ª: 05/12/1993 CUAC 6 (Verón 2, Céparo 2, Casco y Varisco) vs. Deportivo Urdinarrain 0
- Fecha 6ª: 08/12/1993 Urquiza de Gualeguay 1 (Galván) vs. CUAC 1 (Verón)

| Pos | Equipo                                      | Pts | PJ | PG | PE | PP | GF | GC | Dif |
| --- | ------------------------------------------- | --- | -- | -- | -- | -- | -- | -- | --- |
| 1º  | Gimnasia y Esgrima (Concepción del Uruguay) | 10  | 6  | 5  | 0  | 1  | 20 | 5  | 15  |
| 2º  | Club Unión Agrarios Cerrito                 | 7   | 6  | 3  | 1  | 2  | 19 | 8  | 11  |
| 3º  | Deportivo Urdinarrain                       | 4   | 6  | 2  | 0  | 4  | 10 | 15 | -5  |
| 3º  | Urquiza (Gualeguay)                         | 3   | 6  | 1  | 1  | 4  | 4  | 25 | -21 |

|  |                                 |
|  | Clasificado a la segunda etapa. |

2ª ronda
Cuartos de Final
- Partido de ida: 12/12/1993 CUAC 1 (Céparo) vs. Gimnasia (CDU) 1 (Barrios)
- Partido de vuelta: 15/12/1993 Gimnasia (CDU) 2 (Alba 2) vs. CUAC 0

El ganador de la zona terminó siendo Gimnasia (CDU) al vencer a Ben Hur de Rafaela

### Torneo del Interior 2005
El Conjunto de Rolando Céparo luego de ser Campeón de la liga en el 2004, obtuvo la plaza para disputar el Torneo del Interior y poder volver a disputar estos torneos después de 11 años de ausencia. Tuvo un aceptable desempeño en la competencia logrando la clasificación hacia la segunda etapa y avanzar en la zona de Play Off

#### 1ª Fase Zona 28
- 1ª fecha: 16/01/2005 CUAC 2 vs Litoral (Maria Grande) 1
- 2ª fecha: 23/01/2005 Neuquén (Paraná) 3 vs. CUAC 1
- 3ª fecha: 30/01/2005 Atlético Paraná 6 vs. CUAC 0
- 4ª fecha: 06/02/2005 Litoral (Maria Grande) 0 vs. CUAC 3
- 5ª fecha: 13/02/2005 CUAC 1 vs Neuquén (Paraná) 2
- 6ª fecha: 20/02/2005 CUAC 3 vs Atlético Paraná 1

| Equipo                          | Pts | PJ | PG | PE | PP | GF | GC | Dif |
| ------------------------------- | --- | -- | -- | -- | -- | -- | -- | --- |
| Atlético Paraná                 | 11  | 6  | 3  | 2  | 1  | 14 | 5  | 9   |
| Atlético Neuquén (Paraná)       | 10  | 6  | 3  | 1  | 2  | 9  | 7  | 2   |
| Unión Agrarios (Cerrito)        | 9   | 6  | 3  | 0  | 3  | 10 | 13 | -3  |
| Atlético Litoral (María Grande) | 4   | 6  | 1  | 1  | 4  | 4  | 12 | -8  |

#### 2ª Fase (Play Off)
Primera Fase
- Partido de ida: 27/02/2015 Sauce (Colón) 3 vs CUAC 2
- Partido de vuelta: 02/03/2015 CUAC 4 vs Sauce (Colón) 1

Segunda Fase
- Partido de ida: 06/03/2005 Americano (Carlos Pelegrini) 3 vs CUAC 2
- Partido de vuelta: 14/03/2005 CUAC 2 vs Americano (Carlos Pelegrini) 3[9]

### Torneo Federal C 2015
Luego de perder la primera final de liga en la historia del Club, el verde obtuvo la plaza para jugar el Federal C donde dejó una muy buena imagen, siendo eliminado en cuartos de final por definición de penales.

#### 1ª Fase Zona 39
- Fecha 1ª: 24/01/2015 Litoral (Maria Grande) 0 vs CUAC 1 (Herlein)
- Fecha 2ª: 01/02/2015 LIBRE
- Fecha 3ª: 08/02/2015 CUAC 1 (Aguilar) vs Atlético Diamantino (Diamante) 1 (Osuna)
- Fecha 4ª: 15/02/2015 CUAC 2 (A. Benitez 2) vs Litoral (Maria Grande) 0
- Fecha 5ª: 23/02/2015 LIBRE
- Fecha 6ª: 01/03/2015 Atlético Diamantino 1 (Orzuza) vs. CUAC 2 (Tomassini y Monzón)

| Equipo                                       | Pts | PJ | PG | PE | PP | GF | GC | Dif |
| -------------------------------------------- | --- | -- | -- | -- | -- | -- | -- | --- |
| Unión Agrarios Cerrito                       | 10  | 4  | 3  | 1  | 0  | 6  | 2  | 4   |
| Atlético Diamantino                          | 7   | 4  | 2  | 1  | 1  | 7  | 4  | 3   |
| [[Club Atlético Litoral\|]] Atlético Litoral | 0   | 4  | 0  | 0  | 4  | 1  | 8  | -7  |

#### Ascenso N.º7
Octavos de Final
- Partido de ida: 14/03/2015 La Bianca (Concordia) 1 (Pérez) vs. CUAC 0
- Partido de vuelta: 21/03/2015 CUAC 3 (Omarini, Rossen e/c y Herlein) vs La Bianca (Concordia) 0

Cuartos de Final
- Partido ida: 29/03/2015 CUAC 1 (Schmidt) vs Neuquén (Paraná) 1 (Lorenzon)
- Partido de vuelta: 05/04/2015 Neuquén (Paraná) 0 vs CUAC 0. Partido definido con penales. Ganó Nequén 4-2[10]

### Torneo Federal C 2016
El verde logró la clasificación al Federal C después de haberse coronado campeón de la Liga de Paraná Campaña en 2015. Logrando así jugar por segundo año consecutivo este torneo organizado por el Consejo Federal de AFA. El torneo desempeñado por Agrarios en esta edición no fue bueno. No pudo lograr ninguna victoria producto de la falta de creación de juego, generando una escasez de gol que no ayudó al verde a clasificar a los playoff. 

#### 1° Fase Zona 66
- 1ª fecha: 24/01/2016 Atlético María Grande 1 (Ciarroca) vs CUAC 1 (M. Benitez)
- 2ª fecha: 31/01/2016  CUAC 1 (M. Zampieri) vs ADIUR (Rosario) 1 (Oviedo)
- 3ª fecha: 06/02/2016 Náutico El Quilla 1 (De Olivera) vs. CUAC 1 (C. Gareiz)
- 4ª fecha: 14/02/2016 CUAC 0 vs Atlético María Grande 0
- 5ª fecha: 20/02/2016 ADIUR (Rosario) 3 (Oviedo, Petrovelli, Miramontes) vs CUAC 0
- 6ª fecha: 28/02/2016 CUAC 0 vs Náutico El Quilla 2 (De Olivera, Romitti)

| Equipo                       | Pts | PJ | PG | PE | PP | GF | GC | Dif |
| ---------------------------- | --- | -- | -- | -- | -- | -- | -- | --- |
| ADIUR (Rosario)              | 12  | 6  | 3  | 3  | 0  | 20 | 8  | 12  |
| Náutico El Quillá (Santa Fe) | 10  | 6  | 2  | 4  | 0  | 10 | 7  | 3   |
| Unión Agrarios Cerrito       | 4   | 6  | 0  | 4  | 2  | 3  | 8  | -5  |
| Atlético María Grande        | 3   | 6  | 0  | 3  | 3  | 6  | 16 | -10 |

Participó en el Torneo Federal Regional Amateur 2021/22, quedando eliminado en 1a. Fase.

## Autoridades

### Comisión Directiva
- Presidente:           Heber Adriel Leonardt Landra[11]

- Vicepresidente:       Benjamín Antonio Ramírez

- Secretario:           Daniel Rene Nani

- Pro Secretario:       Damián Jesús Aquino

- Tesorero:             Héctor Joaquín Petersen

- Pro Tesorero:         Elsa María Andreoli

- Primer Vocal:         Elsa Elena Caceres

- Segundo Vocal:        José Luis Ball

- Tercer Vocal:         Herminio Domingo Podversich.

- Revisores de cuentas: Hernán Gabriel Benedetich y Raúl Alberto Rabbia.

### Subcomisiones
- Fútbol de mayores:    Claudio Seimandi

- Futbol Infantil:      Hernán Benedetich

- Bochas:               Darío García

- Vóley:                Mario Azaad

- Patín:                Jorge Poyano

- Hockey:               Alejandra Palacio

- Tenis:                Daniel Benedetich

## Presidentes
- José R. Vera (1922-1923)

- Juan Tadey (1923-1925)

- Miguel Yáryez (1925-1926)

- José R. Nani (1926-1928)

- Julio Badano (1928-1936)

- Ovidio Díaz (1936-1937)

- Estelio Barzola (1937-1938)

- José Luis Ríos (1938-1941)

- Miguel Micheltorena (1941-1950)

- José Varisco (1950-1951)

- Justino Brun (1951-1953)

- Federico G. Schuster (1953-1956)

- Camilo D. Martínez (1956-1957)

- José Seimandi, Julio Viecenz y Federico G. Schuster (1957-1958)

- Idelfonso Ceballos (1958-1961)

- Bartolomé Varisco (1961-1964)

- Jorge R. Cardozo (1964-1967)

- Luis J. Metrailler (1967-1971)

- Juan P. Yáryez (1971-1972)

- Luis Catelani (1972-1973)

- Juan Carlos Nani (1973-1974)

- Carlos A. Bonci (1974-1975)

- Alciro Palacios (1975-1977)

- Julio A. Jacob (1977-1983)

- Héctor Raúl Miranda (1983-1985)

- Julio A. Jacob (1985-1986)

- José A. Zaccagnini (1986-1990)

- Raúl Maín (1990-1992)

- Héctor Grinovero (1992-1994)

- Celín Aranda (1994-1995)

- Miguel Quinteros (1995-1996)

- Julio Jacob (1996-1998)

- Raúl Maín (1998-2002)

- Darío Silvestre (2002-2004)

- Guillermo E. Gegenschatz (2004-2008)

- Heber Leonardt (2008-2015)
- Pablo "12" Andrian (2023-2024)